# Tommy Hilfiger

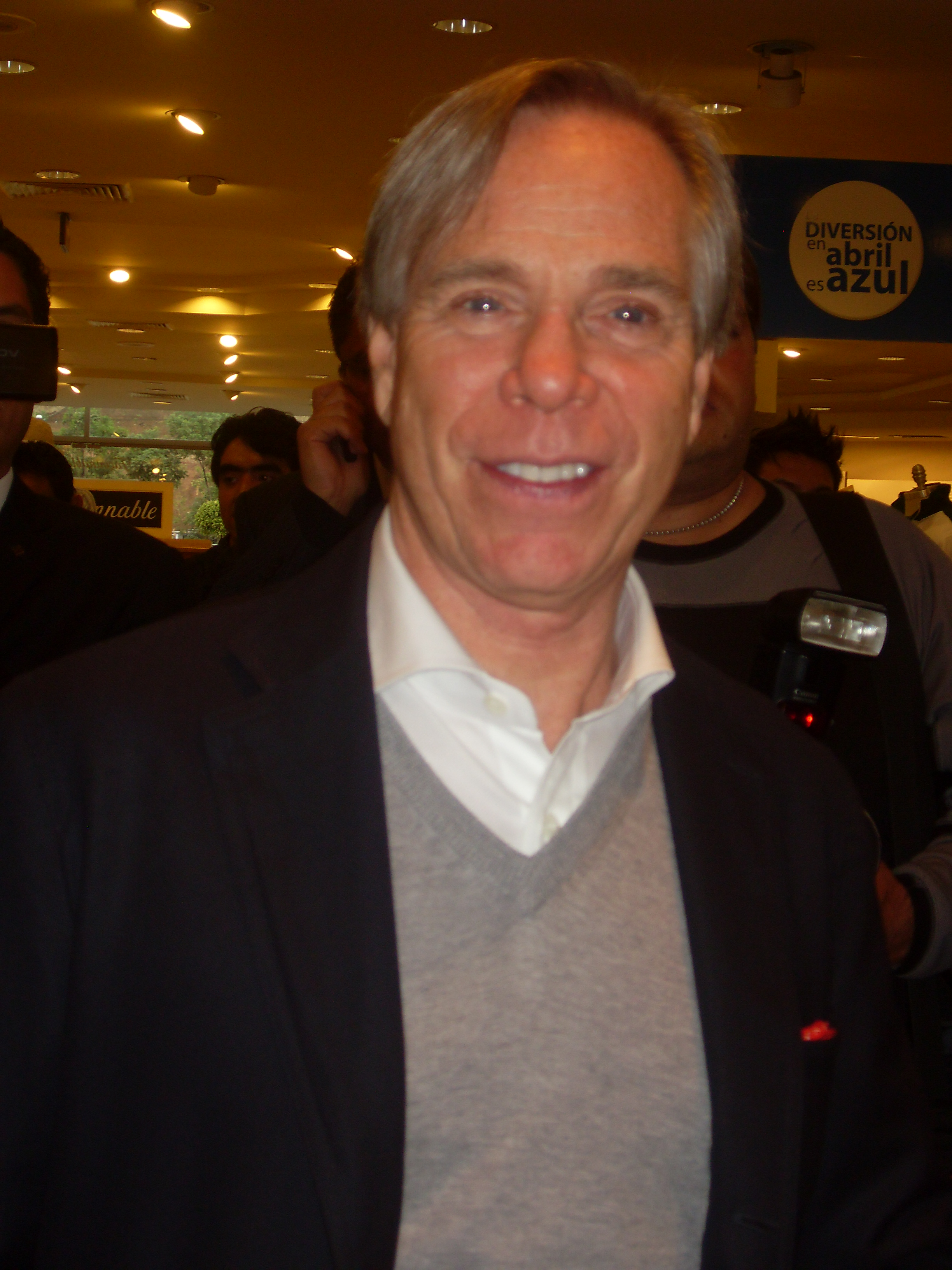
Tommy Hilfiger (2010)

Thomas Jacob „Tommy“ Hilfiger (* 24. März 1951 in Elmira, New York) ist ein US-amerikanischer Modedesigner.
Hilfigers Logo ist von seinem Monogramm im Flaggenalphabet inspiriert. Er sorgte für das Revival des in den 1970er Jahren populären Collegestils und gilt mit seinen Jacken und Shirts im Vintage-Stil als Wegbereiter des All-American Style (klassisch, ordentlich, schnörkellos).

## Leben
Hilfiger wuchs als das zweitälteste von neun Kindern in einer katholischen Familie in Elmira, einer kleinen Stadt in der Nähe der Cornell University, auf.
Sein Vater war Uhrmacher, seine Mutter Krankenschwester.
Die Familie seiner Mutter hat irisch-schottische Wurzeln, sein Vater hat Deutschschweizer Vorfahren, die ursprünglich aus Safenwil im Kanton Aargau stammten. Die Schreibweise seines Namens wurde von seinem Ahn Rudolph Hilfiger (1815–1878) von Hilfiker zu Hilfiger amerikanisiert. Dieser immigrierte bereits vor 1840 in die USA. Hilfiger besuchte die Elmira Free Academy High School.
Seine Eltern wollten, dass er Ingenieur wird. Jedoch entschied sich Hilfiger 1969, mit 18 Jahren, für den Handel und gegen eine weitere Schullaufbahn. Er kaufte Jeans und Schlaghosen in New York, die er nach seinen Vorstellungen veränderte und dann in Elmira wiederverkaufte.
Zusammen mit zwei Freunden und jeweils 150 Dollar Startkapital eröffnete er die Boutique People’s Place in seinem Geburtsort Elmira.
Der Laden entwickelte sich zum Sammelpunkt der Jugendlichen Elmiras. Nach sieben Jahren musste People’s Place durch die Veränderungen der Kaufgewohnheiten, hervorgerufen durch die Entstehung der großen Einkaufszentren, schließen.
Hilfiger konzentrierte sich nun mehr auf das Entwerfen der Kleidung und zog mit seiner damaligen Ehefrau Susie Hilfiger nach New York. Obwohl er insolvent war, lehnte er Angebote als Design-Assistent von Calvin Klein und Perry Ellis ab.
Anfang der 1980er traf Hilfiger auf Mohan Murjani, dem die Lizenz von Gloria Vanderbilt Jeans gehörte. Dieser unterstützte Hilfigers Geschäfte, wurde aber später ebenfalls insolvent. Hilfiger gelang es mit Hilfe von Freunden, die Firma zurückzukaufen. 1985 gründete er die Tommy Hilfiger Corporation und brachte erstmals Kleidung unter dem Markennamen Tommy Hilfiger heraus.
Bereits 1990 machte die Marke Hilfiger 25 Millionen Dollar Umsatz und ging ein Jahr darauf an die Börse. 1995 wurde Hilfiger vom Council of Fashion Designers of America als Menswear Designer of the Year (deutsch Designer des Jahres für Herrenmode) ausgezeichnet.
2005 verkaufte Tommy Hilfiger sein Unternehmen für 1,6 Milliarden Dollar an das Investmentunternehmen Apax Partners. 2008 erhielt er den Bambi in der Kategorie Mode.
Derzeit  ist Hilfiger Director des Unternehmens (seit 1992), Ehrenvorsitzender des Verwaltungsrats (seit 1994) und Chef-Designer. Im März 2010 wurde der US-amerikanische Modekonzern von Phillips-Van Heusen für umgerechnet 2,2 Milliarden Euro übernommen.
Hilfiger ist seit dem 12. Dezember 2008 mit Dee Ocleppo, einem ehemaligen Model, verheiratet. Sie haben einen Sohn, Sebastian Thomas. Aus erster Ehe mit Susie Hilfiger hat Hilfiger weitere vier Kinder, Alexandria, Richard, Elizabeth und Kathleen.

## Kritik
1986 zahlte Hilfiger 8 Millionen US-Dollar in einen Fonds ein, nachdem sein Unternehmen, neben Marken wie Gap und Ralph Lauren, in den 1980er-Jahren an der Ausbeutung von 13.000 Näherinnen, hauptsächlich aus China, beteiligt war. Sie waren mit dem Versprechen auf Besserung ihrer Lebensumstände auf die zum US-amerikanischen Außengebiet der Nördlichen Marianen gehörende Südseeinsel Saipan verbracht worden. Dort mussten sie unter menschenunwürdigen Bedingungen arbeiten.

## Trivia
- Hilfiger unterstützte Britney Spears bei ihrer …Baby One More Time Tour (1999) finanziell.
- Hilfiger spielte in der US-Sitcom Frasier (1994) sowie in Zoolander (2001) und Zoolander 2 (2016), Filmparodien auf die Modebranche, mit.
- 2005 zeigte die Reality-Show The Cut den Wettkampf von sechzehn Kandidaten um einen Job als Designer bei Hilfiger, ähnlich zu The Apprentice, einer Sendung um Donald Trump.